# غرانت شابمان
غرانت شابمان (بالإنجليزية: Grant Chapman)‏ هو سياسي أسترالي، ولد في 27 أبريل 1949 في أديلايد في أستراليا. نشط حزبياً في الحزب الليبرالي الأسترالي. وقد انتخب عضو مجلس النواب الأسترالي عن دائرة كينغستون ‏ (13 ديسمبر 1975 – 5 مارس 1983) وانتخب عضو مجلس الشيوخ الأسترالي ‏ عن دائرة جنوب أستراليا ‏ (11 يوليو 1987 – 30 يونيو 2008).